# 長沼町 (福島県)
長沼町（ながぬままち）は、福島県岩瀬郡に置かれていた町。現在は須賀川市に含まれる。

## 地理
- 山：鬼面山、高富士、立石山、日高見山
- 河川：江花川、簀ノ子川
- 湖沼：藤沼湖（藤沼貯水池)）

### 隣接していた自治体
- 郡山市
- 須賀川市
- 岩瀬郡岩瀬村
- 岩瀬郡天栄村

## 歴史

### 年表
- 約2500年前（縄文晩期）、塚越遺跡から縄文土器や竪穴建物などが見つかっていることからこの地に人々が住んでいたことが分かる。
- 1260年 （文応元年） 長沼隆時が長沼城を築城[1]。
- 1615年（元和元年） - 一国一城令により同城が廃城。
- 1889年（明治22年）4月1日 - 町村制施行により、長沼村、江花村、勢至堂村、志茂村、小中村が合併して、長沼村が発足。
- 1901年（明治34年）6月13日 - 長沼村が町制施行して長沼町となる[2]。
- 1955年（昭和30年）3月31日 - 旧・長沼町と桙衝村が合併して新・長沼町が発足。
- 1993年（平成5年） 4月1日 - 国道118号の須賀川市 - 会津若松市間が制定。
- 2005年（平成17年）4月1日 - 岩瀬村とともに須賀川市に編入され廃止。

### 行政区域変遷
- 変遷の年表

| 長沼町町域の変遷（年表） | 長沼町町域の変遷（年表） | 長沼町町域の変遷（年表） |
| 年                       | 月日                     | 旧長沼町町域に関連する行政区域変遷 |
| ------------------------ | ------------------------ | --- |
| 1889年（明治22年）       | 4月1日                   | 町村制施行により、以下の村が発足。 - 長沼村 ← 小中村・長沼村・江花村・勢至堂村・志茂村 - 桙衝村 ← 木野崎村・横田村・堀込村・桙衝村・矢田野村 |
| 1901年（明治34年）       | 6月7日                   | 長沼村が町制施行して長沼町となる。 |
| 1955年（昭和30年）       | 3月31日                  | 長沼町・桙衝村が合併し長沼町が発足。 |
| 1958年（昭和33年）       |                          | 岩瀬村の一部（滝の一部）は長沼町に編入。 |
| 2005年（平成17年）       | 4月1日                   | 長沼町は岩瀬村とともに須賀川市に編入され、消滅。                                                                                             |

- 変遷表

| 長沼町町域の変遷表（※細かい境界の変遷は省略） | 長沼町町域の変遷表（※細かい境界の変遷は省略） | 長沼町町域の変遷表（※細かい境界の変遷は省略） | 長沼町町域の変遷表（※細かい境界の変遷は省略） | 長沼町町域の変遷表（※細かい境界の変遷は省略） | 長沼町町域の変遷表（※細かい境界の変遷は省略） | 長沼町町域の変遷表（※細かい境界の変遷は省略） | 長沼町町域の変遷表（※細かい境界の変遷は省略） |
| 1868年 以前                                   | 1868年 以前                                   | 明治元年 - 明治22年                           | 明治22年 4月1日                               | 明治22年 - 昭和64年                           | 明治22年 - 昭和64年                           | 平成元年 - 現在                               | 現在                                          |
| --------------------------------------------- | --------------------------------------------- | --------------------------------------------- | --------------------------------------------- | --------------------------------------------- | --------------------------------------------- | --------------------------------------------- | --------------------------------------------- |
|                                               | 上小中村                                      | 明治9年 小中村                                | 長沼村                                        | 明治34年6月7日 町制                           | 昭和30年3月31日 長沼町                        | 平成17年4月1日 須賀川市に編入                 | 須賀川市                                      |
|                                               | 下小中村                                      | 明治9年 小中村                                | 長沼村                                        | 明治34年6月7日 町制                           | 昭和30年3月31日 長沼町                        | 平成17年4月1日 須賀川市に編入                 | 須賀川市                                      |
|                                               | 長沼村                                        |                                               | 長沼村                                        | 明治34年6月7日 町制                           | 昭和30年3月31日 長沼町                        | 平成17年4月1日 須賀川市に編入                 | 須賀川市                                      |
|                                               | 明治9年 上江花村                              | 江花村                                        | 長沼村                                        | 明治34年6月7日 町制                           | 昭和30年3月31日 長沼町                        | 平成17年4月1日 須賀川市に編入                 | 須賀川市                                      |
|                                               | 下江花村                                      | 江花村                                        | 長沼村                                        | 明治34年6月7日 町制                           | 昭和30年3月31日 長沼町                        | 平成17年4月1日 須賀川市に編入                 | 須賀川市                                      |
|                                               | 勢至堂村                                      |                                               | 長沼村                                        | 明治34年6月7日 町制                           | 昭和30年3月31日 長沼町                        | 平成17年4月1日 須賀川市に編入                 | 須賀川市                                      |
|                                               | 志茂村                                        |                                               | 長沼村                                        | 明治34年6月7日 町制                           | 昭和30年3月31日 長沼町                        | 平成17年4月1日 須賀川市に編入                 | 須賀川市                                      |
|                                               | 木野崎村                                      | 明治9年 木野崎村                              | 桙衝村                                        | 桙衝村                                        | 昭和30年3月31日 長沼町                        | 平成17年4月1日 須賀川市に編入                 | 須賀川市                                      |
|                                               | 上木野崎村                                    | 明治9年 木野崎村                              | 桙衝村                                        | 桙衝村                                        | 昭和30年3月31日 長沼町                        | 平成17年4月1日 須賀川市に編入                 | 須賀川市                                      |
|                                               | 下木野崎村                                    | 明治9年 木野崎村                              | 桙衝村                                        | 桙衝村                                        | 昭和30年3月31日 長沼町                        | 平成17年4月1日 須賀川市に編入                 | 須賀川市                                      |
|                                               | 横田村                                        |                                               | 桙衝村                                        | 桙衝村                                        | 昭和30年3月31日 長沼町                        | 平成17年4月1日 須賀川市に編入                 | 須賀川市                                      |
|                                               | 堀込村                                        |                                               | 桙衝村                                        | 桙衝村                                        | 昭和30年3月31日 長沼町                        | 平成17年4月1日 須賀川市に編入                 | 須賀川市                                      |
|                                               | 桙衝村                                        |                                               | 桙衝村                                        | 桙衝村                                        | 昭和30年3月31日 長沼町                        | 平成17年4月1日 須賀川市に編入                 | 須賀川市                                      |
|                                               | 矢田野村                                      |                                               | 桙衝村                                        | 桙衝村                                        | 昭和30年3月31日 長沼町                        | 平成17年4月1日 須賀川市に編入                 | 須賀川市                                      |

## 地域

### 教育

#### 小学校
- 長沼町立長沼小学校
  - 長沼町立長沼小学校勢至堂分校
- 長沼町立長沼東小学校

#### 中学校
- 長沼町立長沼中学校

#### 高校
- 福島県立長沼高等学校

## 産業

### 伝統品
江戸時代から明治時代に掛けて生産された長沼染型紙。明治時代から大正時代に掛けて生産された長沼焼がある。また本町勢至堂地区にも勢至堂焼が存在する。

### 特産物
大豆や水の産地でその特性を生かし「おらげの豆腐」、「おらげのロール」、「おらげのプリン」、「おらげのドーナツ」など長沼おらげ製品がある。またそば粉の産地としても有名である。

### マスコットキャラクター
「ゆーりん姫」と言う名のマスコットキャラクターが存在する。長沼城址に住んでおり町のシンボルである「やまゆり」の帽子を被っている。親友の「かっこう」と一緒におり、仲良し。

### 地域通貨
マスコットキャラクターの名に因んで町内で使うことができる「ゆーりん」と言う商店券がある。

## 企業

### 工業
武蔵野精機福島第一工場、ホンシュウ長沼工場、パラマウント硝子長沼工場などがある。

### 商業
- ショッピングパークアスク

## 交通

### 道路
- 一般国道
  - 国道118号
  - 国道294号
- 主要地方道
  - 福島県道29号長沼喜久田線
  - 福島県道55号郡山矢吹線
- 一般県道
  - 福島県道108号矢吹長沼線
  - 福島県道291号木ノ崎岩淵線
  - 福島県道292号牧ノ内長沼線

### 路線バス
- 福島交通

## 名所・旧跡・観光スポット・祭事・催事

### 旧跡
- 長沼城
- 長沼南古舘
- 長沼北古館
- 臼ヶ堂陣場跡

### 名所・観光スポット
- 桙衝神社本殿
- 石背国造
- 藤沼湖自然公園
- 勢至堂渓谷（馬尾の滝、銚子ヶ滝、姫子滝）
- 長沼歴史民俗資料館

### 祭事
- 長沼まつり（2024年9月の「第38回長沼まつりFINAL」をもって終了[7]）